# 安政八戸沖地震

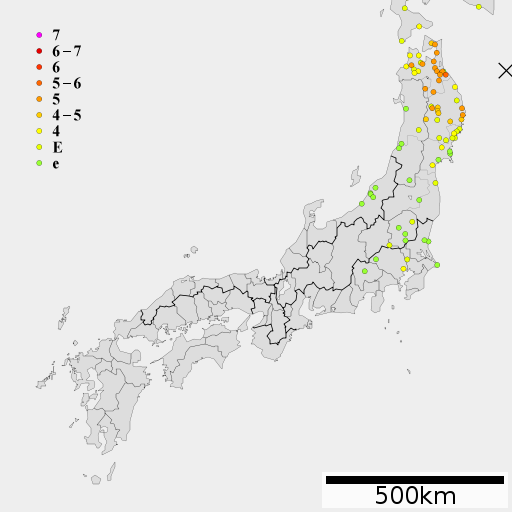
安政八戸沖地震の震度分布

安政八戸沖地震（あんせいはちのへおきじしん）は、江戸時代後期の安政3年7月23日（1856年8月23日）に八戸沖（三陸沖北部）で発生した地震である。震央は北緯41度00分 東経142度18分 / 北緯41.0度 東経142.3度座標: 北緯41度00分 東経142度18分 / 北緯41.0度 東経142.3度、地震の規模はM7.5と推定されている。
震度分布や津波襲来の様子が1968年十勝沖地震に酷似しており、延宝八戸沖地震および宝暦八戸沖地震と共に青森県東方沖で繰り返し発生しているプレート境界型の固有地震と考えられている。

## 地震の記録
安政三年七月二十三日午刻（1856年8月23日12時頃）八戸を中心に東北地方北部太平洋側から北海道にかけて強震に見舞われた。陸奥では『蝦名日記』、『津軽藩日記』、および『柿崎日記』には12月頃まで余震が記録され、7月26日朝の余震はかなり強いものであったという。『維新前北海道変災年表』には7月19日頃から数回の地震を感じたとある。
『八戸藩史稿』によれば最希有なる強震で八戸城が所々破損し、湊村は海嘯によって浸水し流家があったという。『津軽藩日記』には青森において強震で酒蔵など土蔵が潰れたとあり、また襟裳岬付近で山崩れが生じたが、全体として震害は少ない。
| 地域                                                      | 推定震度 |
| --------------------------------------------------------- | --- |
| 蝦夷                                                      | 浦河(E), 苫小牧(S), 長万部(E), 八雲(S), 函館(4), 松前(E) |
| 陸奥                                                      | 下北(4-5), 田名部(5), 青森(5), 黒石(4), 弘前(4), 蟹田(4), 市浦(4), 木造(5), 鯵ヶ沢(4), 野辺地(5), 七戸(5), 十和田(5), 五戸(5), 三戸(5), 八戸(5-6), 久慈(4), 岩泉(E), 安代(5), 雫石(5), 盛岡(4-5), 紫波(4-5), 花巻(E), 遠野(4-5), 宮古(5), 大槌(4-5), 大船渡(E), 陸前高田(4), 藤沢(E), 一関(E), 唐桑(E), 気仙沼(E), 松島(e), 仙台(4), 相馬(S), 郡山(e) |
| 羽後                                                      | 鹿角(5), 秋田(e), 湯沢(E) |
| 羽前                                                      | 余目(e), 鶴岡(e), 米沢(e) |
| 東山道                                                    | 黒羽(E), 宇都宮(e), 今市(e), 南河内(e), 大田(E) |
| 東海道                                                    | 那珂湊(e), 水戸(e), 銚子(e), 滝山(E), 江戸(4), 大滝(e), 甲府(e) |
| 北陸道                                                    | 白根(e), 分水(e), 見附(e), 中条(e), 柏崎(e) |
| S: 強地震(≧4), E: 大地震(≧4), M: 中地震(2-3), e: 地震(≦3) | |

## 規模
河角廣は渡島半島東側の沿岸付近に震央（北緯42°、東経141.1°）を仮定し規模 MK = 4 を与え、マグニチュードは M = 6.9 に換算されていた。
宇佐美龍夫(2003)は震度分布から震央を（北緯41.0°、東経142 1/2°）と仮定して M ≒ 7.5 とし、また1968年十勝沖地震に類似すると仮定すると震央は（北緯40.5°、東経143.5°）とより沖合いに仮定され、M = 7.8 - 8.0 になると推定している。
相田勇(1977)も1968年十勝沖地震に類似すると考え断層モデルを仮定し、長さ120km、傾斜角約20°の低角逆断層、地震モーメント M0 = 3.1 × 1021N・m (Mw = 8.3) が妥当としている。またインバージョン手法の解析から1968年十勝沖地震と同様、断層北側においてすべり量が大きいと推定される。

## 津波
北海道太平洋側から三陸海岸にかけて顕著な津波に襲われた。『維新前北海道変災年表』には函館において「暫くて海水退きて又襲ひ来り、一進一退八九回に及び、夜に入りて定まれり」、また『時風録』には「未の下刻、高浪平水より壱丈余相増候」とあり、8 - 9回の津波襲来で波の高さは最大で12 - 13尺（3.6 - 3.9m）であったという。
波高は野田 6m、大槌 5m、田の浜 17尺（5.1m）、小本 12 - 15尺（3.6 - 4.5m）、綾里 5 - 10尺（1.5 - 3.0m）と推定される。『浦河郡役所報告』には浦河に停泊していた五百石船2隻が転覆し、さらに海岸から15町（約1.6km）ばかり海面上より2丈余（6m以上）の岩石に蛤殻の粘着して化石となる所有りと記録されている。
南部藩領では流家93、潰家100、破損238軒とされ、八戸藩領では侍屋敷破損数軒、百姓家潰189、半潰53、流家33、船流失93隻、田畑の損1700石余、死者5人とされる。
羽鳥徳太郎(1973)は三陸海岸の津波は1968年十勝沖地震とほぼ同程度だが、北海道沿岸では安政津波の方が2倍ほど大きいとしているものの、1968年の津波が干潮時であったことを考慮し、波源域を1968年のものより北西方向に40kmほどずらして今村・飯田の津波規模で1968年と同じく m = 2.5 としている。
なお、40年後に発生した明治三陸地震における津波で三陸海岸が大きな被害を受けた原因の一つとして、この時の津波の襲来が比較的緩やかで高さも低かったことから、津波の威力を軽視されてしまった可能性が指摘されている。